# Anna Jacoby-Heron
Anna Jacoby-Heron est une actrice américaine principalement connue pour avoir joué Taylor Wilson dans la série Finding Carter.

## Biographie
Anna Jacoby-Heron est née le 29 septembre 1995, elle vit à Los Angeles.

### Carrière
En 2011, Anna Jacoby-Heron joue dans le film Contagion, aux côtés de Matt Damon et de Jude Law, dans lequel elle interprète le rôle de Jory Emhoff. En 2013, elle apparaît dans un épisode de la série Vegas, arrêtée au bout d'une saison, dans laquelle elle joue le rôle d'Anna.
En 2013, il a été confirmé qu'Anna Jacoby-Heron jouerait le rôle de Taylor Wilson dans la série Finding Carter. Le premier épisode de la série a été diffusé le 8 juillet 2014. En août 2014, il a été confirmé que la série était reconduite pour une deuxième saison.

## Filmographie

### Cinéma
- 2011 : Contagion de Steven Soderbergh : Jory Emhoff

### Télévision
- 2013 : Vegas : Anna (épisode 13 : Une journée dans le désert)
- 2014 : Finding Carter : Taylor Wilson (saison 1 et 2)
- 2017 : Grey's Anatomy : Kristen (saison 13, épisode 10)
- 2017 : Stranger Things : Dottie (saison 2)
- 2018 : The First : Denise Hagerty